# Sulmona
Sulmona er den tredjestørste by i provinsen L'Aquila, der ligger i regionen Abruzzo i det centrale Italien. Den har omkring 25.000 indbyggere og ligger i en bred dal, hvor floden Gizio løber sammen med flere mindre vandløb. I før-romersk tid var den en af de vigtigste byer i folkeslaget Pelignernes område. I romersk tid blev den omtalt som Sulmo og den blev kendt som fødested for digteren Ovid. Til ære for ham er der opført en statue på pladsen Piazza XX Settembre, der ligger på byens hovedgade Corso Ovido, som også er opkaldt efter Ovid.

## Geografi
Mens byerne langs Adriaterhavet typisk blev placeret på bakketoppe af forsvarshensyn, ligger Sulmona så langt inde i landet, at den kunne placeres på en slette, omgivet af høje, beskyttede bjerge. Nord og øst for byen ligger Maiellabjergene med Apenninernes næsthøjeste tinder og en nationalpark.

## Klima
Med sin placering i læ af bjergene har Sulmona et typisk fastlandsklima med varme somre og kolde vintre og med stor forskel på dag- og nattemperaturer. Klimaet er tørt med omkring 600 mm nedbør om året, hvor gennemsnittet for Danmark er 712 mm..
| Seneste 20 år             | Jan  | Feb  | Mar  | Apr  | Maj  | Jun  | Jul  | Aug  | Sep  | Okt  | Nov  | Dec | Året |
| ------------------------- | ---- | ---- | ---- | ---- | ---- | ---- | ---- | ---- | ---- | ---- | ---- | --- | ---- |
| Temperatur max. gnm. (°C) | 7,9  | 10,3 | 14,1 | 18,7 | 23,5 | 28,4 | 31,5 | 31,7 | 26,5 | 19,6 | 13,9 | 9,7 | 19,7 |
| Temperatur gnm. (°C)      | 3,9  | 5,5  | 8,7  | 12,6 | 16,8 | 21,1 | 23,5 | 23,6 | 19,8 | 14,1 | 9,6  | 5,7 | 13,7 |
| Temperatur min. gnm. (°C) | -0,1 | 0,6  | 3,3  | 6,6  | 10,2 | 13,9 | 15,5 | 15,5 | 13,0 | 8,7  | 5,4  | 1,8 | 7,9  |

## Historie

### Før-romersk og romersk tid
Historikerne er enige om, at det gamle Sulmo var en af pelignernes vigtigste byer, men der er ingen optegnelser om den før den romerske erobring. Ovid har en vidtløftig beretning om byens skabelse i værket Fasti, men som så mange andre af den type legender, der knytter græske helte eller guder til romerske byer, er der tale om digt. Første gang, stedet nævnes i historiske optegnelser, er i beskrivelsen af den 2. puniske krig, hvor det fortælles, at Hannibals tropper i 211 f.kr. hærgede området omkring byen, dog uden at angribe selve Sulmo. I konflikten mellem Lucius Cornelius Sulla og hans modstandere (83-82 f.kr), var byens indbyggere på modstandernes side, og ifølge historikeren Florus hævnede Sulla sig ved at ødelægge byen. Florus, der skrev om begivenhederne et par hundrede år efter, at de havde fundet sted, er kendt for sine noget svulstige beskrivelser, og senere historikere mener, at byen og dens opland blot blev konfiskeret af Sulla og givet til nogle af de soldater, der havde tjent under ham. Man ved med sikkerhed, at Sulmo var en betydningsfuld by i år 49 f.kr., da der igen var borgerkrig. Byen var da besat af Domitius Calvinus, i spidsen for syv kohorter. Byens borgere holdt imidlertid med Julius Caesar, og da hans hærfører Marcus Antonius ankom til stedet, åbnede de byens porte for ham.
Sulmo fortsatte efter alt at dømme med at være en betydelig provinsby, men den optræder ikke yderligere i de romerske historiebøger. Ovid omtaler den som en af de tre provinsbyer, hvis distrikter tilsammen udgjorde Pelignernes territorium., og det samme gør Plinius den Ældre og det geografiske værk Liber Coloniarum. Dens størrelse har været beskeden, og Ovid omtaler den som en lille provinsby. Ifølge Liber Coloniarum fik den status som koloni (colonia). Det var den gængse betegnelse for byer, der var blevet givet til soldater, der havde afsluttet tjenesten, hvorimod Plinius ikke direkte omtaler byen som koloni. Inskriptioner, geografiske værker og de uundværlige vejbeskrivelser vidner om byens fortsatte eksistens gennem hele den romerske tid.
Sulmo var i antikken især kendt som den by, hvor Ovid var født, og han omtaler den flere gange i sine værker, og hylder dens sunde klima og de mange rene og klare vandløb i omegnen. Ovid lægger ikke skjul på, at byen lige som resten af pelignernes område er præget af kolde vintre, og han omtaler den også som det "iskolde Sulmo" (gelidus Sulmo). Ovid skrev Sulmo Mihi Patria Est ("Sulmo er mit hjemsted"), og forbogstaverne SMPE er gengivet på byens våbenskjold. Området omkring byen var frugtbart, og der blev dyrket både korn og vin; et af distrikterne, Pagus Fabianus, omtales af Plinius på grund af det store arbejde, der blev lagt i at overrisle vinmarkerne.

### Middelalderen og renæssancen
Ifølge lokale beretninger kom kristendommen til Sulmona i det 3. århundrede. Byen hørte fra den tid under biskoppen i det nærliggende Corfinium, der senere blev kaldt Valva. Fra det 5. århundrede har man kendskab til biskopper med base i Sulmona. I 682 blev Pamphilus valgt til biskop i Valva. Han var omvendt til kristendommen og blev helgenkåret efter sin død i år 706. St. Pamhilus blev begravet i Sulmona, i den katedral, der nu bærer hans navn (San Panfilo) og han er byens skytshelgen. I 1054 blev det besluttet, at de to domkapitler i Valva og Sulmona i fællesskab skulle udpege en biskop for det samlede stift, men først i 1986 blev det nuværende fælles stift Sulmona-Valva oprettet.
Under normannernes herredømme blomstrede Sulmona, og under kong Frederik 2. af Sicilien, der også var tysk-romersk kejser, fik byen en akvædukt, som var et af det 13. århundredes vigtigste bygningsværker i Abruzzo. Frederik 2. gjorde Sulmona til administrativt centrum for en ny provins af de gamle pelignske og marsiske områder, og byen fik domstol og marked samt udstrakt selvstyre. Da herredømmet i Syditalien gik over til den franske Angevin-familie, forsvandt de fleste af rettighederne, men byen fortsatte med at vokse, og i det 14. århundrede blev der bygget nye bymure om de nye bydele.
Lidt uden for byen ligger Morrone-bjerget, hvor Pietro da Morrone boede som eneboer fra 1239. Han blev meget mod sin vilje udpeget som pave Celestin den 5. i juli 1294, men frasagde sig hvervet i december samme år. Han blev fængslet af sin efterfølger og døde under mystiske omstændigheder i 1296. Pietro da Morrone grundlagde i 1244 en munkeorden, som senere fik navnet celestinerne, og han blev helgenkåret efter sin død.
Fra det 16. århundrede fik byen en blomstrende papirindustri.

### Nyere tid
I 1706 blev det meste af byen ødelagt ved et jordskælv. Nogle få vigtige bygninger overlevede skælvet, heriblandt kirken Santa Maria della Tomba, Palazzo Annunziata, akvædukten og en gotisk portal på Corso Ovidio.
I de følgende år blev byen genopført i den elegante barokstil, der prægede det 18. århundrede.
Sulmona oplevede væsentlig økonomisk fremgang i slutningen af det 19. århundrede, da byen blev et jernbaneknudepunkt. I løbet af 25 år fik byen togforbindelser til alle fire verdenshjørner: Til l'Aquila, Pescara, Napoli og Rom.
Anarkisten og fagforeningsmanden Carlo Tresca blev født i byen i 1879. Han var aktiv i jernbanearbejdernes forbund indtil 1904, hvor han flygtede til USA for at undgå en fængselsdom.
Sulmonas strategiske betydning gjorde den til mål for allierede luftbombardementer i 2. verdenskrig. Jernbanestationen, industriområdet og dele af den gamle bykerne blev beskadiget, men det meste er blevet genopbygget.

#### Campo 78
Campo 78 ved Sulmona blev brugt som krigsfangelejr i begge verdenskrige. Under 1. verdenskrig til østrigere, der var taget til fange under slagene ved Isonzo og i Trintino. Under 2. verdenskrig blev der anbragt flere end 3.000 soldater fra Storbritannien og Commonwealth, som var taget til fange under kampene i Nordafrika.

Lejren var bygget på en bakkeskråning og bestod af et antal murstensbygninger, omgivet af en høj mur. Lige som andre steder i Italien var forholdene under 2. verdenskrig gode, specielt i officersafdelingen. Den normale ration af brød og makaronisuppe blev om sommeren suppleret med ost og frisk frugt, og fangerne fik jævnligt pakker med fødevarer fra det internationale Røde Kors. De indsatte fik lov til at anlægge en fodboldbane, og der var også mulighed for at spille cricket og basketball. Lejren havde eget teater, et lille bibliotek, mindst ét orkester og sin egen avis, skrevet af fangerne.

I september 1943 var den italienske regering tæt på sammenbrud, og de indsatte hørte rygter om, at lejren stod over for at blive evakueret. Fangerne vågnede en morgen og opdagede, at deres vagter var forsvundet. Den 14. september ankom tyskerne for at flytte fangerne til Tyskland, men inden da nåede flere hundrede af dem at flygte op i bakkerne og bjergene, hvor de havde mulighed for at slutte sig til de lokale partisaner.

## Demografi
Befolkningsudviklingen i Sulmona har trods opsvinget i slutningen af det 19. århundrede været behersket.

## Seværdigheder
Sulmona har adskillige pladser, kirker og andre bygninger af historisk og turistmæssig interesse:
- Cattedrale di San Panfilo. Byens domkirke, tilegnet Sankt Pamphilus, ligger i den nordvestlige del af den oprindelige bykerne og blev bygget oven på resterne af et romersk tempel. Kirken blev genopbygget i det 18. århundrede, efter jordskælvet, men i krypten kan man se dens oprindelige romanske arkitektur.
- Piazza XX Settembre. Den 20. september 1870 blev Rom indtaget af italienske tropper, og landets samling fuldbyrdet. Datoen har givet navn til byens vigtigste plads, med en bronzestatue af Ovid.
- Corso Ovidio. Ovid har også lagt navn til byens vigtigste gade, der forbinder katedralen med de vigtigste pladser, og er omkranset af kirker, arkader med butikker, cafeer med mere.
- Palazzo Annunziata  og Chiesa della SS. Annunziata (Den hellige bebudelses bygning og kirke). Palazzo'et er et af de få eksempler på arkitektur fra senmiddelalder/tidlig renæssance, der har overlevet jordskælvet i 1706. Palazzo Annunziata har haft flere funktioner, blandt andet som børnehjem og hospital, indtil det i 1960 blev omdannet til kommunale kontorer, senere brugt til skole, og det er nu primært museum. Den genopførte kirke er i barokstil med smukt interiør og klokketårn.

- Piazza Garibaldi er byens største plads, med en fontæne i barokstil. På pladsens sydside ligger byens akvædukt. Hver sommer afholdes der en middelalderfestival med en form for ringridning, kendt som Giostra Cavalleresca. Ved påsketid fejres Madonna che Scappa (den løbende madonna). Denne ceremoni involverer en statue af Madonnaen, som bæres over pladsen, indtil bærerne sætter i løb for at komme over til en statue af den genopstandne Jesus. Ellers bruges pladsen til markeder, der afholdes hver onsdag og lørdag.

Resterne af den antikke by ligger blot som nogle ret uinteressante ruiner, men indikerer om ikke andet, at byen har været af et vist omfang. Man finder spor af både et amfiteater, et teater, samt badeanstalter, alle placeret uden for den nuværende by. Cirka tre kilometer fra byen, ved foden af Monte Morrone, ligger ruinerne af et tidligere snedkeri, som man i en periode mente var resterne af Ovids villa. Nu hælder man mere til den teori, at der er tale om et gammelt tempel til ære for Herkules. I nærheden af det ligger Badia Morronese (Morronese-abbediet), et stort (ca. 119x140 m) kirkeligt kompleks placeret nær pave Celestin 5.'s eneboer-hule. Abbediet blev grundlagt af Celestine som et lille kapel i 1241, men blev senere udvidet og omdannet til kloster for den orden, han stiftede.

## Transport
Sulmona fik sin første jernbaneforbindelse i 1875 ved åbningen af linjen til l'Aquila, der i 1883 blev forlænget til Terni og dermed fik forbindelse til resten af det italienske banesystem. Den store omvæltning kom i 1888, da byen blev en station på den nye linje mellem Rom og Pescara. Disse forbindelser mod nord, øst og vest blev i 1897 suppleret med banen mod syd til Carpione og videre til Napoli, hvorved byens status som trafikknudepunkt blev yderligere cementeret. I moderne tid blev Sulmona knyttet til det italienske motorvejssystem med åbningen af A25 mellem Rom og Pescara i 1978.

## Confetti
Sulmona er centrum for Italiens produktion af confetti. Det er sukkerbetrukne mandler, som traditionelt gives til familie og venner ved bryllupper og andre særlige lejligheder. Confetti kan enten spises eller bare bruges som udsmykning. De lokale håndværkere farver mandlerne og sætter dem sammen til kunstfærdige dekorationer. Der er to større fabrikker i byen og adskillige butikker, der sælger confetti.

## Venskabsbyer
- Hamilton, Canada
- Constanţa, Rumænien
- Burghausen, Tyskland

## Eksterne kilder
- Tips om Abruzzo (på engelsk) Arkiveret 22. maj 2019 hos  Wayback Machine
- Byens officielle hjemmeside
- Medioeval Giostra Cavalleresca of Sulmona (den årlige ringridning)

- Wikimedia Commons har flere filer relateret til Sulmona